# Ewa Kutryś
Ewa Grażyna Kutryś (ur. 13 marca 1950 w Kielcach) – profesor sztuk teatralnych. W latach 2008–2012 i 2012–2016 rektor Państwowej Wyższej Szkoły Teatralnej im. L. Solskiego w Krakowie.

## Życiorys
Absolwentka I Liceum Ogólnokształcącego im. Stefana Żeromskiego w Kielcach. Studia wyższe odbyła w latach 1968–1973 na Wydziale Humanistycznym (kierunek Filologia polska) Uniwersytetu Mikołaja Kopernika w Toruniu, gdzie uzyskała tytuł magistra filologii polskiej oraz w latach 1974–1978 na Wydziale Reżyserii Dramatu Państwowej Wyższej Szkoły Teatralnej im. L. Solskiego w Krakowie, gdzie uzyskała tytuł magistra sztuki.
Kwalifikacje I stopnia w dziedzinie sztuk teatralnych nadała jej w 1988 Rada Wydziału Reżyserii Dramatu Państwowej Wyższej Szkoły Teatralnej im. A. Zelwerowicza w Warszawie na podstawie rozprawy doktorskiej pt. „Likwiduję Peipera – scenariusz dramatyczny” oraz pokazu zrealizowanego na podstawie tekstów S. Mrożka „Serenada” i „Polowanie na lisa”, a kwalifikacje II stopnia w dziedzinie sztuk teatralnych w 1994 Rada Wydziału Aktorskiego Państwowej Wyższej Szkoły Teatralnej im. L. Solskiego w Krakowie na podstawie rozprawy pt. „Koniec legendy – scenariusz według prozy Jana Józefa Szczepańskiego, czyli reżyser wobec zagadnień dramaturgicznych” oraz przedstawienia „Skiz” G. Zapolskiej zrealizowanego w Teatrze Śląskim w Katowicach.
Od 1981 jest profesorem PWST (od 2017: AST) w Krakowie, a od 2002 jest członkiem Senatu tej uczelni. Była rektorem PWST (kadencje 2008–2012 i 2012–2016) oraz dziekanem Wydziału Reżyserii Dramatu (kadencja 2005–2008). Wcześniej przez wiele lat pełniła funkcję prodziekana na tymże wydziale (w latach 1990–1993, 1999–2002, 2002–2005).
Przygotowała podstawy programowe dwóch nowych specjalizacji na wydziale – „dramaturg teatru” oraz „reżyseria teatru lalek”. Jej udziałem były organizowane w Uczelni i uznane w środowisku wydarzenia artystyczne związane z osobowością ks. prof. Józefa Tischnera.
Została zarekomendowana przez Radę Główną Szkolnictwa Artystycznego jako członkini talent Bank of women with societal expertise (WISE) – UNESCO. Rada Główna Szkolnictwa Artystycznego powierzyła też prof. Kutryś funkcję eksperta w przygotowaniach nowych standardów na kierunku reżyseria.

## Nagrody i odznaczenia
- Krzyż Kawalerski Orderu Odrodzenia Polski (2016)[2]
- Brązowy Krzyż Zasługi (2002)
- Srebrny Krzyż Zasługi (2004)
- nagroda Rektora PWST II stopnia (1999, 2002)
- nagroda Rektora PWST III stopnia (2004/2005)